# Lucky star (The Cats)
Lucky star is een single van The Cats die werd uitgebracht in 1977. Het nummer werd eveneens uitbracht op de lp Like the old days.
Het nummer verscheen in de nadagen van The Cats. Het bereikte de Top 40 niet en bleef steken op Tip 5 van de Tipparade.
Lucky star is geschreven door Peter de Wijn en Henk van Broekhoven. De B-kant van de single, Lorene, werd geschreven door Arnold Mühren en Marnec.